# Lenka Lagronová
Lenka Lagronová (* 22. září 1963, Brno) je česká dramatička.

## Kariéra
Po maturitě na brněnském gymnáziu vystudovala učitelství pro 1. stupeň a výtvarnou výchovu na Pedagogické fakultě UJEP v Brně a poté dramaturgii na DAMU v Praze (1986–1991). Své první hry napsala již během studií na DAMU a některé z nich se dočkaly uvedení ve školním divadle DISK. Po studiích kromě spolupráce s režisérem Petrem Léblem nikdy jako dramaturg nepůsobila. (Spolu s Petrem Léblem např. adaptovala Stroupežnického hru uváděnou v Divadle Na zábradlí pod názvem Naši naši furianti, 1994.)
Přelomem v jejím životě i tvorbě se stalo v roce 1997 složení řeholních slibů čistoty, chudoby a poslušnosti.
Její hra Terezka obdržela Cenu Alfréda Radoka za hru roku 1997. Rozhlasová hra Vstaň, prosím tě získala v roce 1999 v soutěži Českého rozhlasu cenu za debut a v roce 2002 pak získala Čestné uznání v soutěži Prix Bohemia.
Většina her Lenky Lagronové byla v Česku uvedena, některé z nich jsou přeloženy a jsou uváděny v zahraničí.

## Dílo

### Divadelní hry
- Nevím kudy kam (1988)
- U stolu (1988)
- Nouzov (1989)
- Pláč (1989)
- Náš (1990)
- Pelech (1992)
- Pokoj (1992)
- Spinkej (1992)
- Srnečka (1992)
- Těžko sem někdo dohlédne (1992)
- Antilopa (1993)
- Markýza (1993)
- Páv (1993)
- Terezka (1997)
- Království (2002)
- Miriam (2003)
- Nikdy (2003)
- Johanka (2004)
- Etty Hillesum (2005)
- Rozhovory s Janem Pavlem (2007)
- Křídlo (2009)
- Konec (2011)
- Z prachu hvězd (2011)
- Jako břitva (Němcová) (2016)

### Rozhlasové hry
- Vstaň, prosím tě (1999)
- Jane (2011)
- Čekanka : Komorní příběh z nostalgické kavárny. (2013), Český rozhlas Brno, režie: Martina Schlegelová[4]

### Scénář televizní inscenace
- Písař Bartleby (1994) – televizní adaptace novely Hermana Melvilla